# Distrito de Motupe
El distrito de Motupe es uno de los doce distritos de la provincia de Lambayeque, ubicada en el departamento de Lambayeque, bajo la administración del Gobierno regional de Lambayeque, en el Perú.

## Historia
Es famoso por la celebración religiosa de la Cruz de Chalpón, organizada por la Iglesia católica en el Perú y que incluye un peregrinaje hasta su santuario. Antiguamente fue parte central del cacicazgo de "Motux", un vocablo mochica del cual deriva el nombre actual del distrito añadiendo el sufijo locativo 'pe'. 
Tuvo una existencia pre Inca, quedando aún vestigios de este pasado, como las ruinas de Mondragón, Sonolipe, Cerro de la Virgen y el complejo arqueológico de Apurlec de la cultura lambayeque, que según el arqueólogo alemán Enrique Brüning, son las ruinas más antiguas de esta provincia. En la colonia española, Motupe perteneció al corregimiento de Piura.

## Geografía
El distrito de Motupe está ubicado al norte de la ciudad de Chiclayo a 79 km. Su clima es seco caluroso, teniendo una superficie de 557,37 km². y una altitud de 149 m s. n. m.
Su formación ecológica predominante es el matorral desértico tropical. 
En su territorio discurren dos ríos, al norte: el Chotoque y al sur: el río Motupe. Su suelos de origen aluvial forman un valle con pocas elevaciones entre los que sobresalen el Cerro Chalpón, muy visitado por miles de turistas nacionales y extranjeros. 
Su producción agropecuaria permite una industria de exportación como el mango kent, palta, limón, maracuyá, y debido a la calidad del agua de su subsuelo la Empresa Unión de Cerverias Peruanas Backus y Johnston S.A.A. posee una planta en esta zona para elaborar cerveza para el consumo nacional y extranjero.

## Autoridades

### Municipales
- 2015 - 2018
  - Alcalde : Carlos Humberto Falla Castillo (Reelegido)
  - Regidores: Sra. Natalia Cortez Chicoma, Sr. Jorge Antonio Alcántara Rodríguez, Sr.  Arquimedes Grados, Sr. Guillermo Barreto Faya , Sr. Elmer Faya Villanueva

- 2011 - 2014[1]
  - Alcalde: Carlos Humberto Falla Castillo, del Partido Aprista Peruano (APRA).
  - Regidores: Jorge Antonio Alcántara Rodríguez (APRA), Elizabeth Cortez Serquén (APRA), Angel Martin Zapata Ventura (APRA), José Guillermo Nieto Mendoza (APRA), Julio Arboleda Guerrero (Partido Humanista Peruano).
- 2007-2010
  - Alcalde: Javier Contreras Muñoz.

## Atractivos turísticos

### Ruinas de Apurlec
Complejo arqueológico monumental precolombino, ubicado a cuatro millas al sur de Motupe (Cieza de León 1,547), 10 km más o menos, al sur de Motupe. Este conjunto arquitectónico está conformado por plataformas piramidales de adobe, conectadas a plazas, recintos ceremoniales y el más extenso y amplio sistema de tecnología hidráulica del área norte costeña, desarrollados por las culturas Lambayeque y Chimú. Estas construcciones asociadas a la amplia red de irrigación artificial de canales y campos de cultivo configuran un impresionante centro de carácter ceremonial, administrativo y residencial de la región.
Prestigiosos investigadores como Brunning (1,912), Shaedel (1,951), consideran que este conjunto monumental constituye una de las antiguas ciudades o centro urbano de élite como Chan Chán y Túcume.
El Instituto Nacional de Cultura - Lima mediante R.D. N.º 239-96 INC, declara a Apurlec como patrimonio cultural de carácter intangible, inalienable e imprescriptible. También se le ha inscrito en el Ministerio de Agricultura con un área de 12,493 has como La Reserva Arqueológica del Complejo Monumental de Apurlec.( Fuente: http://www.munimotupe.gob.pe/historia1.php) (enlace roto disponible en Internet Archive; véase el historial, la primera versión y la última).

## Festividades

### Festividad de la Cruz de Chalpón de Motupe
Es tradicional la Festividad de la Cruz de Chalpón de Motupe en el mes de agosto, se celebra la festividad anual, en el cuarto día la santísima cruz es llevada en peregrinación por cientos de fieles hasta el pueblo de Motupe, el día 2 de agosto la cruz desciende del cerro y duerme en la falda del cerro (Zapote) y día 3 de agosto continua la peregrinación al caserío El Salitral.
A lo largo del camino que une el caserío El Salitral y el pueblo de Motupe los devotos dan muestras de verdaderas manifestaciones de fe. Así, sin importarles su avanzada edad o limitaciones físicas, siguen a la cruz. Al mediodía, después de la celebración de la Santa Misa, la cruz sale en procesión por un camino de trocha entre los campos de cultivos, y llega al pueblo en el sector el cementerio al promediar las 5 de la tarde, donde la espera otro mar humano de fieles quienes al son de bandas de músicos y fuegos artificiales tributan su homenaje a la Santísima Cruz de Chalpón. 
El día 5 de agosto es el día central de la festividad, por la mañana las bandas de músicos tocan la marinera. a las 11 de la mañana se celebra la Santa Misa del día central. para la ocasión se levanta junto al templo San Julián un monumental estrado de fierro forjado, en donde el Obispo de la Diocesios de Chiclayo junto a los sacerdotes concelebran la Eucaristía.
Por la noche sale en procesión en una hermosa anda donada por una pareja de devotos de Lima, la cual es tallada en fina madera y es cargada por 40 personas, la procesión recorre el centro de la ciudad ante un mar humano que acompaña al son de la banda de músicos que entona música sacra. en el transcurso en homenajeada por los moradores residentes y por los devotos que vienen de distintas partes del Perú.
El día 6 se repite la misa a la misma hora y la procesión a la misma hora.
cabe precisar que en estos días Motupe recibe gran cantidad de peregrinos que llamados por la fe en el sagrado madero, acuden a su lecho protector.
Así transcurre los días, del 07 al 12, la cruz pernocta en su capilla donde venerada por los miles de fieles que llegan a ella.
El día 12 comienza la octava, que son los 8 días posteriores al día central, llegan dos bandas de músicos, se celebran La Santa Misa el día 13 en el mismo estrado y a la misma hora, y la procesión recorre los pueblos jóvenes del distrito de. siendo la última procesión la más concurrida por la población, ya que es considerada la última, y esta entra al promediar las cuatro de la madrugada.
El día 14 se celebra la misa de despedida. luego de la cual la Santa imagen es trasladada a su anda pequeña donde es llevada en hombros, muchas veces bajo un inclemente sol reinante en la zona, la procesión va hasta el caserío el salitral, donde en hombros es trasladada a su estuche ( un protector de metal ) donde es llevada hacia su gruta natural en el cerro chalpon. la procesión de retorno culmina a las siete de la noche.
Cabe precisar que este procesión de retorno es comparada con la procesión del Señor de los Milagros de Lima.